# شیرین‌ترین چیز
شیرین‌ترین چیز (به انگلیسی: The Sweetest Thing) فیلمی محصول سال ۲۰۰۲ و به کارگردانی راجر کامبل است. در این فیلم بازیگرانی همچون کامرون دیاز، کریستینا اپل‌گیت، سلما بلیر، توماس جین، جیسون بیتمن، پارکر پوزی، فرانک گریلو، ادی مک‌کلینتک، لیلین آدامز، جیمز منگولد، جانی مسنر، جورجیا انگل، جاناتان شیچ ایفای نقش کرده‌اند.